# 猟銃

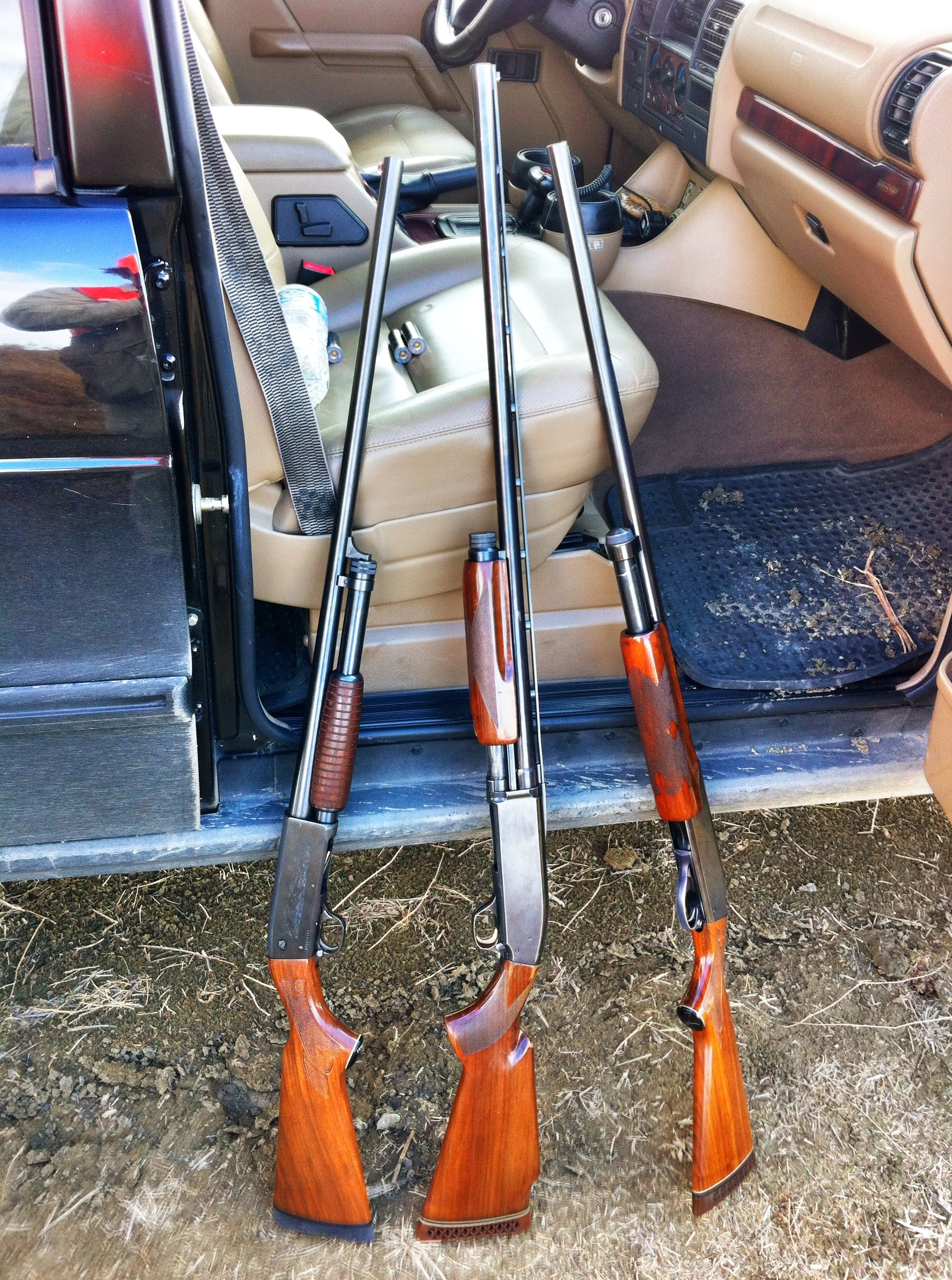
散弾銃

猟銃（りょうじゅう）とは、狩猟に使用される銃器の総称。散弾銃やライフル銃などの銃器を指し、場合によっては空気銃なども指す。現代の日本で猟銃を所持するためには、銃砲刀剣類所持等取締法に基づいた都道府県公安委員会の許可を受けて銃砲所持許可証を取得する必要がある。
日本の環境省は2021年9月10日、鉛製の猟銃用銃弾を2025年から段階的に規制することを発表した。撃たれた狩猟動物の肉を食べるなどした鳥類の鉛中毒を防ぐ目的で、2004年に先行して禁止した北海道が全国的な規制を求めてきた経緯があり、北海道内では銅製銃弾が使われるようになった。

## 猟銃規制の強化
2023年5月長野県で警察官2名を含む4人の市民が銃殺された事件で犯人がハーフライフル銃を使用したことに鑑み、殺傷力が強い同銃が安易に犯罪に使用されることを懸念し警察庁は同銃の所持の条件の引き上げを盛り込んだ銃刀法の改正案を2024年の通常国会に上程することになった。改正案は散弾銃を所有し10年間順法と認められた所有者に限りより強力なハーフライフル銃の所持を認めようとするものであり、合わせて人を殺傷する目的で猟銃を所持した場合の法定刑も引き上げるとしている。これらによって銃器犯罪を犯す可能性のある人物が強力な殺傷力を持つ銃を所有することを防ごうとするものである。この一方、規制の強化によって狩猟免許を取ろうとする志願者数が減少し、結果としてヒグマの駆除や捕獲が困難になる事も懸念されている。